# Братлборо
Братлборо (англ. Brattleboro) — місто (англ. town) в США, в окрузі Віндем штату Вермонт. Населення — 12 184 особи (2020).

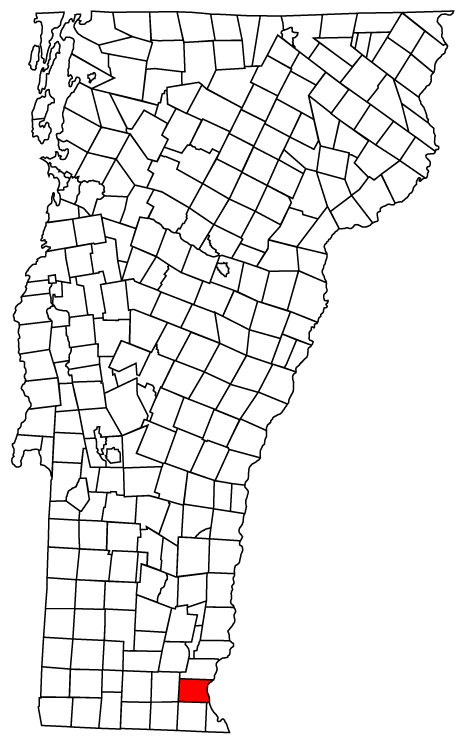
Братлборо, Вермонт

## Історія
Сучасне місто розташоване на землях, які до приходу європейців були місцем проживання індіанського племені абенаків.
Братлборо було засноване 27 грудня 1723 року, як форт для захисту колонії Массачусетс-Бей від нападу войовничих індіанських племен. Назва міста пов'язана з ім'ям полковника Вільяма Бреттла, що був основним власником землі в тих місцях.

## Географія
Місто розташоване у південно-східній частині штату, на правому березі річки Коннектикут, на відстані приблизно 150 кілометрів на південь від Монтпілієра, адміністративного центру штату. Абсолютна висота — 90 метрів над рівнем моря.

Згідно з даними бюро перепису населення США, площа території міста становить 84 км², з яких, 82,9 км² припадає на сушу і 1,1 км (тобто 1,3 %) на водну поверхню.

### Клімат
| Клімат : Братлборо           | Клімат : Братлборо | Клімат : Братлборо | Клімат : Братлборо | Клімат : Братлборо | Клімат : Братлборо | Клімат : Братлборо | Клімат : Братлборо | Клімат : Братлборо | Клімат : Братлборо | Клімат : Братлборо | Клімат : Братлборо | Клімат : Братлборо | Клімат : Братлборо |
| Показник                     | Січ.               | Лют.               | Бер.               | Квіт.              | Трав.              | Черв.              | Лип.               | Серп.              | Вер.               | Жовт.              | Лист.              | Груд.              | Рік                |
| Абсолютний максимум, °C      | 16,7               | 18,3               | 28,3               | 36,1               | 35,0               | 37,8               | 37,2               | 37,8               | 37,8               | 32,8               | 25,6               | 20,0               | 37,8               |
| Середній максимум, °C        | 0,0                | 2,2                | 7,2                | 13,9               | 21,1               | 26,1               | 28,9               | 27,8               | 22,8               | 16,7               | 9,4                | 2,2                | 14,9               |
| Середній мінімум, °C         | −11,7              | −10,6              | −4,4               | 1,1                | 7,2                | 12,2               | 15,0               | 13,9               | 9,4                | 2,8                | −1,7               | −7,8               | 2,2                |
| Абсолютний мінімум, °C       | −34,4              | −36,1              | −28,3              | −15                | −5,6               | −0,6               | 3,9                | 2,2                | −4,4               | −12,2              | −26,7              | −31,1              | −36,1              |
| Норма опадів, мм             | 100                | 80                 | 100                | 101                | 110                | 103                | 98                 | 107                | 96                 | 102                | 105                | 94                 | 1196               |
| ---------------------------- | ------------------ | ------------------ | ------------------ | ------------------ | ------------------ | ------------------ | ------------------ | ------------------ | ------------------ | ------------------ | ------------------ | ------------------ | ------------------ |
| Джерело: The Weather Channel |                    |                    |                    |                    |                    |                    |                    |                    |                    |                    |                    |                    |                    |

## Демографія

### Перепис 2010
Згідно з переписом 2010 року, у місті мешкало 12 046 осіб у 5562 домогосподарствах у складі 2864 родин. Було 5998 помешкань
Расовий склад населення:
| - 92,1 % — білих - 2,2 % — азіатів - 1,9 % — чорних або афроамериканців - 0,3 % — корінних американців |

До двох чи більше рас належало 2,8 %. Частка іспаномовних становила 2,7 % від усіх жителів.
За віковим діапазоном населення розподілялося таким чином: 19,7 % — особи молодші 18 років, 64,1 % — особи у віці 18—64 років, 16,2 % — особи у віці 65 років та старші. Медіана віку мешканця становила 43,2 року. На 100 осіб жіночої статі у місті припадало 86,6 чоловіків; на 100 жінок у віці від 18 років та старших — 81,7 чоловіків також старших 18 років.
Середній дохід на одне домашнє господарство становив 58 564 долари США (медіана — 44 359), а середній дохід на одну сім'ю — 74 890 доларів (медіана — 65 234). Медіана доходів становила 53 877 доларів для чоловіків та 39 738 доларів для жінок. За межею бідності перебувало 20,2 % осіб, у тому числі 23,8 % дітей у віці до 18 років та 10,4 % осіб у віці 65 років та старших.
Цивільне працевлаштоване населення становило 5612 осіб. Основні галузі зайнятості: освіта, охорона здоров'я та соціальна допомога — 34,6 %, роздрібна торгівля — 13,0 %, мистецтво, розваги та відпочинок — 8,9 %, науковці, спеціалісти, менеджери — 8,1 %.

### Перепис 2000
За даними перепису населення 2000 року в Братлборо проживало 12 005 осіб, 2880 сімей, налічувалося 5364 одиниці домашніх господарств і 5686 житлових будинків. Середня густота населення становила близько 144,9 осіб на один квадратний кілометр.

Расовий склад міста за даними перепису розподілився таким чином: 94,06 % білих, 1,13 % — афроамериканців, 0,26 % — корінних американців, 1,67 % — азіатів, 0,04 % — вихідців з тихоокеанських островів, 2,28 % — представників змішаних рас, 0,55 % — інших народностей. Іспаномовні склали 1,67 % від усіх жителів міста.

З 5364 домашніх господарств в 27,2 % — виховували дітей віком до 18 років, 37,8 % представляли собою подружні пари, які спільно проживають, в 12,8 % сімей жінки проживали без чоловіків, 46,3 % не мали сімей. 37,8 % від загального числа сімей на момент перепису жили самостійно, при цьому 13,3 % склали самотні літні люди у віці 65 років та старше. Середній розмір домашнього господарства склав 2,15 особи, а середній розмір родини — 2,84 людини.

Населення міста за віковим діапазоном за даними перепису 2000 року розподілилося таким чином: 22,3 % — жителі молодше 18 років, 6,6 % — між 18 і 24 роками, 29,2 % — від 25 до 44 років, 25,3 % — від 45 до 64 років і 16,6 % — у віці 65 років та старше. Середній вік мешканця склав 40 років. На кожні 100 жінок в Братлборо припадало 84 чоловіки, при цьому на кожні сто жінок у віці від 18 років та старше припадало 79,9 чоловіків також старше 18 років.

Середній дохід на одне домашнє господарство в місті склав 31 997 доларів США, а середній дохід на одну сім'ю — 44 267 долара. При цьому чоловіки мали середній дохід в 31 001 долар США на рік проти 25 329 доларів середньорічного доходу у жінок. Дохід на душу населення в місті склав 19 554 доларів на рік. 9,2 % від усього числа сімей в місті і 13,1 % від усієї чисельності населення перебувало на момент перепису населення за межею бідності, при цьому 18 % з них були молодші 18 років і 9,2 % — у віці 65 років та старше.

## У культурі
Місто згадується в оповіданні Говарда Філіппса Лавкрафта Ті, що шипочуть у пітьмі.

## Відомі уродженці
- Нік Александер (* 1988) — американський стрибун на лижах з трампліна.
- Джоді Вільямс (* 1950) — активістка та викладач, лауреат Нобелівської премії миру 1997 року.
- Білл Кох — лижник, призер Олімпійських ігор та чемпіонату світу, володар Кубка світу.
- Річард Морріс Хант — архітектор.
- Пітер Шамлін (* 1956) — політик, 81-й губернатор штату Вермонт.
- Джоджо — співачка в стилях поп та R&B.